# 5773 (année hébraïque)
5773 (hébreu : ה'תשע"ג , abbr. : תשע"ג) est une année hébraïque qui a commencé à la veille au soir du 17 septembre 2012 et s'est finie le 4 septembre 2013. Cette année a compté 353 jours. Ce fut une année simple dans le cycle métonique, avec un seul mois de Adar. Ce fut la cinquième année depuis la dernière année de chemitta.
En l'an 5773, l'État d'Israël a fêté ses 65 ans d'indépendance.

## Calendrier
Ce calendrier hébraïque de l'année 5773 donne les correspondances avec les dates du calendrier grégorien.
Le premier nombre dans chaque case correspond au jour du mois hébraïque. Les jours en couleurs sont des jours remarquables juifs ou israéliens.
| ◄◄ | 5773 | ►► |

## Événements
- Ouragan Sandy
- Opération Pilier de défense

## Naissances
- George de Cambridge

## Décès
- Ahmed Jaabari
- Ajmal Kasab
- Jack Klugman
- Ed Koch

5768 - 5769 - 5770 - 5771 - 5772 - 5773 - 5774 - 5775 - 5776 - 5777 - 5778